# 劉如心
劉如心（1917年11月27日—1950年7月9日），又名志強。廣東省乳源縣人。民國37年（1948年）在僑民第十四區歐洲選區當選第一屆立法委員。

## 生平[2][3]
- 先後就讀於廣東省立第三師範，上海持志大學，留學東京鐵道學院和東京工業大學。
- 民國25年，回國就職於粵漢鐵路局武漢分局，並被中共聘為新華社駐歐洲特約記者。
- 民國27年秋，赴英國，先後就讀於伯明罕大學及倫敦大學，後入福特汽車廠工作，駐英中華總商會執行委員，被推選為倫敦中華總商會副會長。國際宣傳委員。
- 民國35年，當選制憲國民大會代表。
- 1950年2月21日，劉如心由香港來台報到，不久即以商人劉志僑名義，申請出境。保密局檢獲其由廣州寄給女友之函件後，在院會上將其逮捕[4]，解送台灣省保安司令部審辦，參謀總長周至柔要救劉如心，認為劉來台後並無「著手顛覆政府」的具體事實，建議以「參加叛亂組織」罪處無期徒刑[5]，但仍被判處死刑[6][7][8][9][10]。
- 1950年7月9日，在馬場町伏法[11][12]。